# Aspersorium

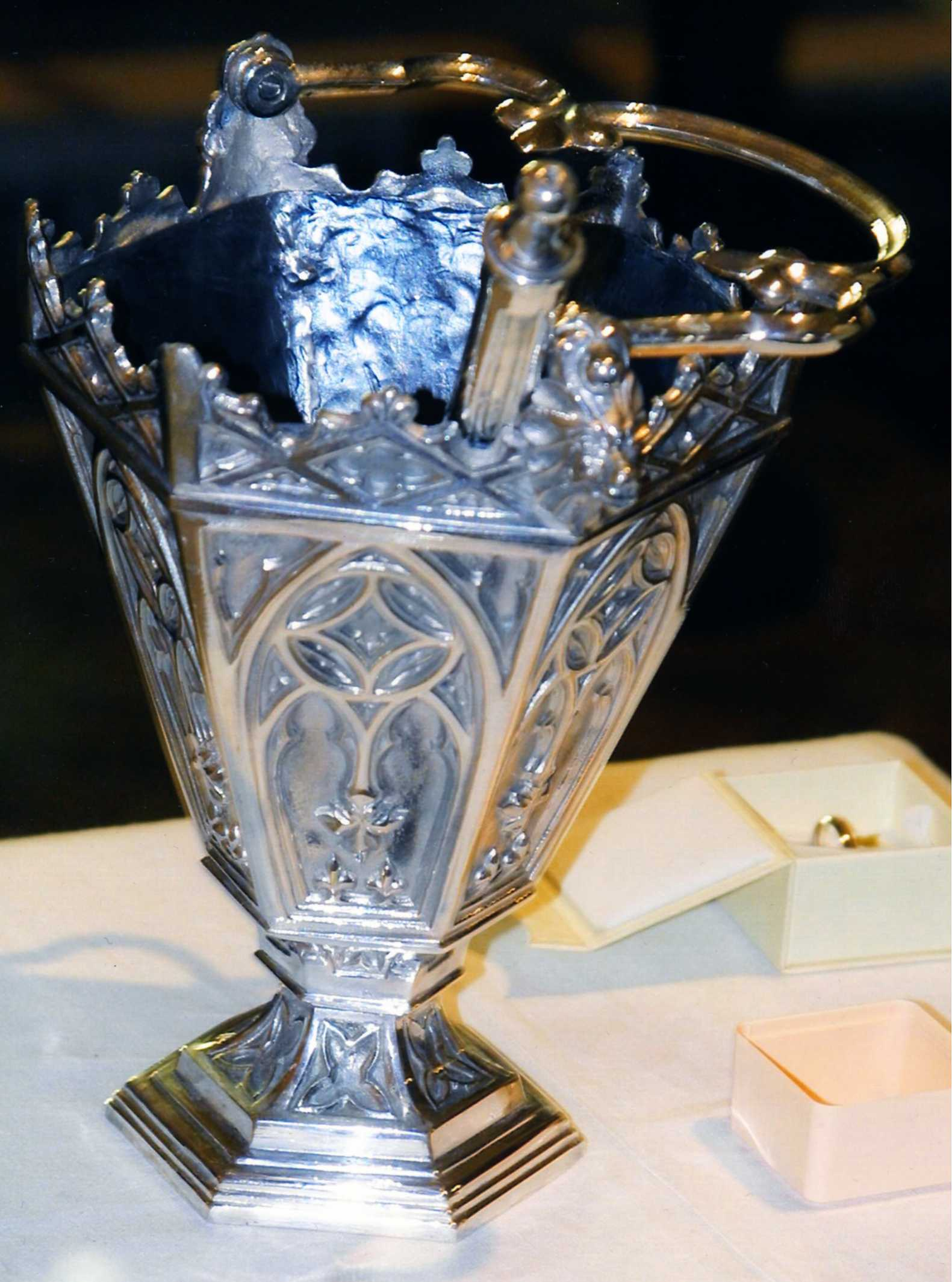
Aspersorium i silver med aspergil.

Aspersorium eller adspersorium (latin, av adspergere, bestänka) är ett kärl för vigvatten som förekommer i katolsk liturgi. Ett aspersorium används med en aspergil, som är det redskap som används för att stänka vigvattnet.